# Dayton Leroy Rogers
Dayton Leroy Rogers (* 30. September 1953 in Moscow, Idaho) ist ein US-amerikanischer Serienmörder, der im Bundesstaat Oregon im Molalla Wald sieben Frauen tötete.

## Leben
Beide Elternteile waren Anhänger der Siebenten-Tags-Adventisten. Dayton hatte zwei leibliche Schwestern, drei adoptierte Schwestern und einen adoptierten Bruder. Sein Vater lehnte Kinder ab. Die Entscheidung, eine Familie zu gründen, hatte damals seine Frau getroffen. Dayton wuchs in ärmlichen Verhältnissen auf und zog sehr oft mit der Familie um. Seine Noten in der Schule waren anfangs durchschnittlich, wurden jedoch mit zunehmendem Alter immer schlechter. Im Alter von 16 Jahren brach er die Schule gegen den Willen seiner Eltern ab und zog nach Corvallis, Oregon. Als Jugendlicher kam er nur einmal mit dem Gesetz in Konflikt, als er und ein Freund „groben Unfug“ veranstaltet hatten.
1972 zog er nach Eugene im Süden von Oregon und heiratete zum ersten Mal. Wenige Monate später beging Dayton seine erste Straftat als Erwachsener. Er griff ein 15-jähriges Mädchen mit einem Messer an.
Im Mai 1989 wurde er für die Morde an der 25-jährigen Lisa Marie Mock, der 26-jährigen Maureen Ann Hodges, der 35-jährigen Christine Lotus Adams, der 20-jährigen Cynthia Devore, der 26-jährigen Nondace Cervantes und der 16-jährigen Riatha Gyles zum Tode verurteilt. Eine siebte Frauenleiche konnte nicht mehr identifiziert werden. Er sitzt zurzeit im Todestrakt des Oregon State Penitentiary und wartet auf seine Hinrichtung.
Rogers wurde dreimal zum Tode verurteilt, und dreimal hob der Oberste Gerichtshof von Oregon das Todesurteil auf und wies den Fall für einen neuen Prozess zurück. Die ersten beiden Entscheidungen des Obersten Gerichtshofs kamen 1992 und 2000. In beiden Fällen verhängte ein Geschworenengericht erneut die Todesstrafe. Am 11. Oktober 2012 hob der Oberste Gerichtshof von Oregon sein letztes Todesurteil auf und wies den Fall für einen neuen Prozess mit der entsprechenden Strafe zurück. Am 16. November 2015 verurteilte eine Jury aus Clackamas County Rogers zum vierten Mal zum Tode. Laut seinem Verteidiger hätte Rogers auf alle zukünftigen Berufungen verzichtet und seine Verbrechen im Austausch für eine echte lebenslange Haftstrafe anstelle der Todesstrafe auferlegt. Am 12. November 2021 wurde sein Todesurteil zum vierten Mal aufgehoben. Dies war zum Teil auf ein neues Gesetz zurückzuführen, das von Gouverneurin Kate Brown unterzeichnet wurde und die Anzahl der erschwerenden Faktoren, die für die Beantragung der Todesstrafe erforderlich sind, begrenzte.

Einzelnachweise
1. ↑  John, Jr. Painter:  The 1980s, 31. Dezember 1989